# Xylographus
Xylographus es un género de escarabajos de la familia Ciidae. Aunque el nombre apareció por primera vez en 1835 en el catálogo de Dejean, solo estuvo disponible desde que fue descrito en 1847 por Mellié.

## Descripción
Pertenece a la tribu Orophiini, y se caracteriza por tener un cuerpo extremadamente convexo. Además, no es posible ver la cabeza desde arriba. La antena 10, que presenta segmentación, se va estrechando hasta culminar en un proceso proesternal. Las tibias tienen dientes en los márgenes externos. Estas extremidades se extienden gradualmente hacia sus ápices.

## Especies
Hasta 2014 se consideraba que era el género más numeroso de la tribu, incluyendo un total de 36 especies, varias de las cuales tienen distribución en las regiones Neo y Afrotropical. De ellas, 14 especies fueron descritas por Pic. Sin embargo, estas descripciones era muy breves y carecían de un adecuado diagnóstico de las características, lo que dificultó en gran forma el reconocimiento de las especies, pudiendo muchas ser sinónimos de otras ya descritas por otros autores. De esta forma, en 2014 Lopes-Andrade junto a Sandoval-Gómez y Lawrence propusieron un cambio en la nomenclatura del género, basado en la designación de lectotipos de colecciones históricas en algunos museos del mundo, y reconocieron 10 sinónimos, que se presentan a continuación:
| Sinónimo más antiguo                      | Sinónimo más moderno                                          | Distribución           |
| ----------------------------------------- | ------------------------------------------------------------- | ---------------------- |
| Xylographus anthracinus Mellié, 1849      | X. testaceitarsis                                             | Madagascar             |
| Xylographus corpulentus Mellié, 1849      | X. lemoulti y X. richardi                                     | Perú; Guinea Francesa  |
| Xylographus brasiliensis Pic, 1916        | X. lucasi                                                     | Brasil                 |
| Xylographus madagascariensis Mellié, 1849 | X. eichelbaumi, X. rufipennis, X. seychellensis y X. tarsalis | África                 |
| Xylographus nitidissimus Pic, 1916        | X. longicollis                                                | Santo Tomé y Príncipe  |
| Xylographus subsinuatus Pic, 1916         | X. rufescens                                                  | Islas Reunión y Borbón |

Además, los autores excluyeron de este género las siguientes especies:
- Cis renominatus (por X. dentatus Pic, 1922, no C. dentatus Mellié, 1849)
- Paratrichapus fultoni (Broun, 1886)
- Cis fultoni Broun, 1886
- Paratrichapus javanus (Pic, 1937)
- Xylographus javanus Pic, 1937

La lista de especies se completa con las que ya existían y no han sido modificadas:
| Especie                                       | Distribución        |
| --------------------------------------------- | ------------------- |
| Xylographus bicolor Pic, 1916                 | Madagascar          |
| Xylographus bostrichoides Dufour, 1843        | Región Paleártica   |
| Xylographus bynoei Blair, 1940                | Australia           |
| Xylographus ceylonicus Ancey, 1876            | Sri Lanka           |
| Xylographus contractus Mellié, 1849           | Brasil              |
| Xylographus gibbus Mellié, 1849               | Colombia            |
| Xylographus globipennis Reitter, 1911         | Eritrea             |
| Xylographus hypocritus Mellié, 1849           | Madagascar          |
| Xylographus perforatus Gerstaecker, 1871      | Zanzíbar (Tanzania) |
| Xylographus porcus Gorham, 1886               | Guatemala y México  |
| Xylographus punctatus Mellié, 1849            | Colombia            |
| Xylographus ritsemai Pic, 1921                | Sri Lanka           |
| Xylographus rufipes Pic, 1930                 | Argentina           |
| Xylographus scheerpeltzi Nobuchi & Wada, 1956 | Japón               |
| Xylographus subopacus Pic, 1929               | África central      |
| Xylographus suillus Gorham, 1886              | Guatemala           |
| Xylographus tomicoides Reitter, 1902          | Este de Siberia     |